# Noordwijk (Groninga)
No debe confundirse con Noordwijk
Noordwijk es un pueblo en el municipio de Marum, en el suroeste de la provincia Groninga, Países Bajos. El pueblo tiene unos 220 habitantes.
Noordwijk tiene una iglesia del siglo XIV, que es propiedad de la fundación Oude Groninger Kerken (Iglesias viejas de Groninga) y recientemente ha sido restaurada.

## Ciclovía alrededores de Noordwijk
Alrededor el pueblo hay dos ciclovías turísticas de 22 km y 40 km. Un mapa está disponible en la iglesia y en la oficina de información turística de Marum.